# Дніпропетровський обласний комітет Комуністичної партії України
Дніпропетровський обласний комітет Комуністичної партії України — орган управління Дніпропетровською обласною партійною організацією КП України (1932–1991 роки). Дніпропетровська область утворена 27 лютого 1932 року з Дніпропетровської округи УСРР.

## Перші секретарі обласного комітету (обкому)
- лютий 1932 — жовтень 1932 — Чернявський Володимир Ілліч
- жовтень 1932 — січень 1933 — Строганов Василь Андрійович
- січень 1933 — березень 1937 — Хатаєвич Мендель Маркович
- 19 березня 1937 — 9 листопада 1937 — Марголін Натан Веніамінович
- 9 листопада 1937 — лютий 1938 — Коротченко Дем'ян Сергійович
- 24 лютого 1938 — липень 1941 — Задіонченко Семен Борисович
- 1943 — лютий 1944 — в.о. Дементьєв Георгій Гаврилович
- лютий 1944 — 21 листопада 1947 — Найдьонов Павло Андрійович
- 21 листопада 1947 — 25 липня 1950 — Брежнєв Леонід Ілліч
- 25 липня 1950 — 23 листопада 1955 — Кириленко Андрій Павлович
- 23 листопада 1955 — 20 грудня 1957 — Щербицький Володимир Васильович
- 20 грудня 1957 — 24 травня 1961 — Гайовий Антон Іванович
- 24 травня 1961 — 15 січня 1963 — Толубєєв Микита Павлович
- 15 січня 1963 — 15 грудня 1964 (сільський) — Ватченко Олексій Федосійович
- 17 січня 1963 — 7 липня 1963 (промисловий) — Толубєєв Микита Павлович
- 7 липня 1963 — 15 грудня 1964 (промисловий) — Щербицький Володимир Васильович
- 15 грудня 1964 — 27 жовтня 1965 — Щербицький Володимир Васильович
- 27 жовтня 1965 — 29 червня 1976 — Ватченко Олексій Федосійович
- 29 червня 1976 — 4 лютого 1983 — Качаловський Євген Вікторович
- 4 лютого 1983 — 20 квітня 1987 — Бойко Віктор Григорович
- 20 квітня 1987 — 14 грудня 1988 — Івашко Володимир Антонович
- 14 грудня 1988 — 31 серпня 1990 — Задоя Микола Кузьмич
- 31 серпня 1990 — серпень 1991 — Омельченко Микола Григорович

## Другі секретарі обласного комітету (обкому)
- лютий 1932 — вересень 1933 — Соколов Олександр Гаврилович
- жовтень 1933 — березень 1937 — Матвєєв Микола Іванович
- березень 1937 — липень 1937 — Нікітченко Микола Іванович
- 1937 — лютий 1938 — в.о. Зінов'єв К.М.
- 24 лютого 1938 — липень 1938 — в.о. Корнієць Леонід Романович
- 4 жовтня 1938 — 7 січня 1939 — Фролков Олексій Андрійович
- 7 січня 1939 — жовтень 1941 — Грушовий Костянтин Степанович
- лютий 1944 — 1947 — Сидорин Анатолій Юхимович
- травень 1947 — вересень 1952 — Кудінов Михайло Андрійович
- вересень 1952 — лютий 1954 — Лукич Леонід Юхимович
- лютий 1954 — 23 листопада 1955 — Щербицький Володимир Васильович
- грудень 1955 — травень 1959 — Ватченко Олексій Федосійович
- травень 1959 — 24 травня 1961 — Толубєєв Микита Павлович
- 14 червня 1961 — 15 січня 1963 — Ярцев Костянтин Миколайович
- 15 січня 1963 — 15 грудня 1964 (сільський) — Івахненко Микола Терентійович
- 17 січня 1963 — 7 липня 1963 (промисловий) — Чебриков Віктор Михайлович
- 7 липня 1963 — 15 грудня 1964 (промисловий) — Толубєєв Микита Павлович
- 15 грудня 1964 — вересень 1965 — Толубєєв Микита Павлович
- вересень 1965 — липень 1967 — Чебриков Віктор Михайлович
- липень 1967 — 12 квітня 1974 — Пічужкін Михайло Сергійович
- 12 квітня 1974 — 29 червня 1976 — Качаловський Євген Вікторович
- 29 червня 1976 — лютий 1979 — Бойко Віктор Григорович
- лютий 1979 — січень 1985 — Нівалов Микола Миколайович
- січень 1985 — 14 грудня 1988 — Задоя Микола Кузьмич
- 14 грудня 1988 — 31 серпня 1990 — Омельченко Микола Григорович
- 24 листопада 1990 — серпень 1991 — Драченко Віктор Олександрович

## Секретарі обласного комітету (обкому)
- лютий 1932 — лютий 1933 — Макаров Тимофій Георгійович (3-й секретар)
- грудень 1932 — 1933 — Новош Франц Антонович (з постачання)
- 1933 — 1934 — Григор'єв Кузьма Миколайович
- 1933 — 193.4 — Хазанов Яків Мойсейович
- 19 квітня 1938 — 5 травня 1938 — Любавін Петро Митрофанович (в.о. 3-го секретаря)
- 5 травня 1938 — 4 жовтня 1938 — Фролков Олексій Андрійович (3-й секретар)
- 4 жовтня 1938 — 10 січня 1940 — Грушецький Іван Самійлович (3-й секретар)
- лютий 1939 — 28 вересня 1940 — Брежнєв Леонід Ілліч (по пропаганді)
- квітень 1939 — липень 1939 — Дехтярьов Семен Іванович (по кадрах)
- липень 1939 — 10 січня 1940 — Найдьонов Павло Андрійович (по кадрах)
- 10 січня 1940 — 28 вересня 1940 — Найдьонов Павло Андрійович (3-й секретар)
- 10 січня 1940 — серпень 1941 — Кучмій Михайло Мефодійович (по кадрах)
- 28 вересня 1940 — 25 березня 1941 — Брежнєв Леонід Ілліч (3-й секретар)
- 28 вересня 1940 — серпень 1941 — Тарасов Костянтин Костянтинович (по пропаганді)
- 25 березня 1941 — серпень 1941 — Брежнєв Леонід Ілліч (по оборонній промисловості)
- 25 березня 1941 — серпень 1941 — Мартинов Іван Іванович (по рудній промисловості)
- 25 березня 1941 — серпень 1941 — Гришин Федір Флегонтович (в.о. по машинобудівній промисловості)
- 25 березня 1941 — серпень 1941 — Богомазов О.Г. (в.о. по легкій і місцевій промисловості)
- 25 березня 1941 — серпень 1941 — Кашкін Данило Григорович (в.о. по місцевих будматеріалах)
- 23 квітня 1941 — серпень 1941 — Дементьєв Георгій Гаврилович (3-й секретар)
- 23 квітня 1941 — серпень 1941 — Лукич Леонід Юхимович (по металургійній промисловості)
- 23 квітня 1941 — серпень 1941 — Чумаченко Гаврило Олексійович (по транспорту)
- 1943 — лютий 1944 — Дементьєв Георгій Гаврилович (3-й секретар)
- 1943 — квітень 1944 — Общин Василь Гаврилович (в.о.)
- березень 1944 — січень 1946 — Ємельяненко Георгій Григорович (по пропаганді)
- березень 1944 — серпень 1944 — Вовк Володимир Якович (3-й секретар)
- травень 1944 — жовтень 1944 — Лукич Леонід Юхимович (по кадрах)
- жовтень 1944 — вересень 1952 — Лукич Леонід Юхимович (3-й секретар)
- жовтень 1944 — листопад 1945 — Гришин Федір Флегонтович (по кадрах)
- листопад 1945 — вересень 1952 — Фоєвець Олексій Корнійович (по кадрах)
- квітень (затв. вересень) 1946 — березень 1948 — Дунаєв Іван Костянтинович (по пропаганді)
- березень 1948 — листопад 1955 — Климушев Володимир Якович (по пропаганді)
- липень (затв.) 1954 — грудень 1955 — Ватченко Олексій Федосійович (по промисловості)
- липень (затв.) 1954 — червень 1956 — Калашник Дмитро Іванович (по сільському господарству)
- листопад 1955 — січень 1963 — Хвостенко Степан Петрович (по ідеології)
- грудень 1955 — лютий 1960 — Щербань Михайло Федорович (по промисловості)
- червень (затв.) 1956 — січень 1963 — Івахненко Микола Терентійович (по сільському господарству)
- лютий 1960 — січень 1963 — Яцуба Іван Васильович (по промисловості)
- 15 січня 1963 — 15 грудня 1964 — Хвостенко Степан Петрович (сільський по ідеології)
- 15 січня 1963 — 15 грудня 1964 — Чередниченко Володимир Іванович (сільський парт-держ. контроль)
- 17 січня 1963 — 15 грудня 1964 — Пащенко Андрій Якович (промисловий по ідеології)
- 17 січня 1963 — 15 грудня 1964 — Рогоза Прокіп Данилович (промисловий парт-держ. контроль)
- 15 грудня 1964 — жовтень 1974 — Пащенко Андрій Якович (по ідеології)
- 15 грудня 1964 — 9 березня 1973 — Івахненко Микола Терентійович (по сільському господарству)
- 15 грудня 1964 — вересень 1965 — Чебриков Віктор Михайлович (по промисловості)
- 15 грудня 1964 — лютий 1966 — Чередниченко Володимир Іванович (парт-держ. контроль)
- вересень 1965 — 26 січня 1973 — Олейников Віктор Степанович (по промисловості)
- 26 січня 1973 — 1990 — Мироненко Олександр Андрійович (по промисловості)
- 9 березня 1973 — лютий 1982 — Самілик Микола Гнатович (по сільському господарству)
- 1974 — 22 лютого 1983 — Васильєв Іван Васильович (по ідеології)
- лютий 1982 — квітень 1986 — Чулаков Євген Родіонович (по сільському господарству)
- 1983 — 20 лютого 1990 — Сафронов Борис Олександрович (по ідеології)
- квітень 1986 — серпень 1991 — Козак Іван Терентійович (по сільському господарству)
- 10 травня 1990 — 24 листопада 1990 — Драченко Віктор Олександрович (по ідеології)
- 24 листопада 1990 — серпень 1991 — Шаго Євген Петрович (по оргпартроботі)
- 24 листопада 1990 — серпень 1991 — Доронкін Юрій Якович (по соціально-економічних питаннях)

## Заступники секретарів обласного комітету (обкому)
- 1943 — 1944 — Чумаченко Гаврило Олексійович (заст. секретаря обкому по транспорту)
- 1944 — травень 1944 — Лукич Леонід Юхимович (заст. секретаря обкому по металургійній промисловості)
- червень 1944 — листопад 1948 — Сухотський О.Т. (заст. секретаря обкому по легкій і місцевій промисловості)
- серпень 1944 — листопад 1948 — Трошин Михайло Іванович (заст. секретаря обкому по оборонній промисловості)
- серпень 1944 — /1945/ — Кашкін Данило Григорович (заст. секретаря обкому по будівництву і будівельних матеріалах)
- 1944 (затв. квітень 1945) — 1947 — Усик Павло Васильович (заст. секретаря обкому по транспорту)
- затверджений квітень 1945 — /1946/ — Аксьонов О.І. (заст. секретаря обкому по гірничорудній промисловості)
- затверджений листопад 1945 — листопад 1948 — Гришин Федір Флегонтович (заст. секретаря обкому по машинобудівній промисловості)
- 1945 (затверджений січень 1946) — листопад 1948 — Нікітенко Микита Давидович (заст. секретаря обкому по металургійній промисловості)
- затверджений серпень 1946 — /1947/ — Воронков М.Ф. (заст. секретаря обкому по електростанціях і електропромисловості)
- затверджений листопад 1946 — січень 1948 — Храпунов Павло Пилипович (заст. секретаря обкому по торгівлі і громадському харчуванню)
- /1947/ — листопад 1948 — Євстратов Василь Гаврилович (заст. секретаря обкому)